# Station Balbigny
Station Balbigny is een spoorwegstation in de Franse gemeente Balbigny.